# Manuel Raimundo Pais de Almeida
Manoel Raymundo Paes de Almeida (Uberaba, 11 de novembro de 1921 — São Paulo, 20 de outubro de 2014) foi um dirigente esportivo brasileiro.
De família tradicional, foi diretor de Futebol do São Paulo por vários anos e, ao lado de Laudo Natel, é patrono do clube. Dirigente à moda antiga, era daqueles que colocavam dinheiro do próprio bolso para ajudar o clube.
Sua "são-paulinidade" remonta ao tempo em que era estudante do Ginásio Nossa Senhora do Carmo, quando resolveu reunir um grupo de torcedores e fundar a primeira torcida organizada do Brasil, a TUSP (Torcida Uniformizada do São Paulo), em 1939.
Em 1941, foi eleito membro do Conselho Deliberativo. Tornou-se diretor social quando da ida de Porfírio da Paz ao Nordeste, em destacamento de guerra. Mais tarde, foi para o departamento de Futebol do São Paulo, e por duas vezes chegou a treinar interinamente os profissionais do clube (1958 e 1961).
Participou ativamente da Comissão Pró-Estádio como secretário, membro efetivo e coordenador geral. Quando Natel afastou-se da presidência do Tricolor para assumir temporariamente o Governo do Estado de São Paulo, em 1966, por um período de oito meses, Manoel Raymundo foi levado ao posto de presidente.

## Homenagens
Pouco após a inauguração do Estádio do Morumbi, Manoel Raymundo foi condecorado como sócio-benemérito do São Paulo. Em 1973, empossado como conselheiro vitalício e, um ano após membro nato, efetivo e presidente do Conselho Consultivo. Sua administração como "braço-direito" de Natel e Cícero Pompeu de Toledo proporcionou ao São Paulo os benefícios estruturais e patrimoniais que hoje o clube usufrui.
Como homenagem máxima a Manoel, o São Paulo batizou seu complexo esportivo e social da região do Morumbi com o título de Complexo Recreativo Manoel Raymundo Paes de Almeida.